# Patagonische buidelrat
De Patagonische buidelrat (Lestodelphys halli) is een zoogdier uit de familie van de Opossums (Didelphidae). Het is de enige soort uit het geslacht Lestodelphys. De wetenschappelijke naam van de soort werd voor het eerst geldig gepubliceerd door Thomas in 1921.